# Val-de-Vière
Val-de-Vière település Franciaországban, Marne megyében. Lakosainak száma 131 fő (2022. január 1.). Val-de-Vière Bassu, Heiltz-l’Évêque, Jussecourt-Minecourt, Sogny-en-l’Angle, Vanault-le-Châtel, Vanault-les-Dames és Vavray-le-Petit községekkel határos.

## Népesség
A település népessége az elmúlt években az alábbi módon változott:
| Lakosok száma | 169  | 147  | 136  | 122  | 129  | 129  | 129  | 130  | 130  | 131  |
|               | 1968 | 1982 | 1990 | 2006 | 2013 | 2015 | 2017 | 2019 | 2020 | 2022 |